# Chactidae
Die Chactidae sind eine Familie der Skorpione (Scorpiones) mit, je nach Literatur, 11 bis 16 Gattungen und ca. 198 Arten. 

## Merkmale
Die Form der Chela ist rundlich. Die Stigmen sind klein und oval in der Form. Es sind keine oder bis zu zwei Seitenaugen vorhanden. Das Genital Operculum (Genitaldeckel) der Weibchen ist fast in der gesamten Länge geteilt. Typisch für die Familie Chactidae ist die Bezahnung der Cheliceren.

## Verbreitung
Vertreter der Chactidae sind in Nordamerika sowie in Zentral- und Südamerika verbreitet. Die in Europa verbreitete Gattung Belisarius, vormals den Chactidae zugeordnet, wird zurzeit in die Familie der Troglotayosicidae gestellt. Somit gehört Europa nicht mehr zum Verbreitungsgebiet der Familie.

## Systematik
Die Zuordnungen in die Chactidae sind teilweise recht umstritten und etliche Gattungen wurden mehrfach in andere Familien überstellt. Die Gattung Auyantepuia wird teilweise als Synonym angesehen, allerdings wird die Synonymisierung von Lourenço und Qi (2007) nicht anerkannt und weitere Arten wurden von ihnen in die Gattung gestellt, eine ähnliche Problematik zeigt sich bei Guyanochactas. Die Gattung Belisarius wird zurzeit der Familie Troglotayosicidae zugerechnet. Nach Soleglad und Fet wird die Familie Chactidae in drei Unterfamilien (Brotheinae, Chactinae und Uroctoninae) mit 11 Gattungen unterteilt. Ochoa et al. sehen 2013 die Gattungen Chactopsis, Chactopsoides und Megachactops zur Familie zugehörig.
Nach The Scorpion Files zählen die folgenden Gattungen zur Familie Chactidae:
- Anuroctonus Pocock, 1893
- Auyantepuia (Gonzalez-Sponga, 1978)
- Broteochactas Pocock, 1893
- Brotheas C.L. Koch, 1837
- Chactas Gervais, 1844
- Chactopsis Kraepelin, 1912
- Chactopsoides Ochoa, Rojas-Runjac, Pinto-Da-Rocha & Prendini, 2013
- Guyanochactas Lourenco, 1998
- Hadrurochactas Pocock, 1893
- Megachactops Ochoa, Rojas-Runjac, Pinto-Da-Rocha & Prendini, 2013
- Neochactas Soleglad & Fet, 2003
- Nullibrotheas Williams, 1974
- Spinochactas Lourenço, 2016
- Teuthraustes Simon, 1878
- Uroctonus Thorell, 1876
- Vachoniochactas Gonzalez-Sponga, 1978